# Thelma Griffin
Thelma Griffin fue un personaje ficticio de la serie de dibujos animados Padre de familia. Es la madre de Peter Griffin y viuda de Francis Griffin. El personaje contaba con la voz de Florence Stanley en la primera aparición, pero tras su fallecimiento fue sustituida por Phyllis Diller, la cual tras fallecer decidieron retirar al personaje con la muerte de este en el capítulo Mom's the Word.

## Biografía
Thelma es una mujer que ronda la edad de su difunto exmarido Francis. Se sabe que es adicta al tabaco y al alcohol, y no ha tenido una vida fácil (Mantuvo relaciones con un irlandés que provocaron su embarazo de Peter, al que dio a luz en México, después de separarse de Francis mantuvo un breve noviazgo con Tom Tucker). Al contrario que su exmarido, Thelma se lleva muy bien con su nuera (Lois Griffin), es más, es ella la que lleva a Thelma a conocer a alguien después de abandonar a Francis. Con Peter también mantiene una buena relación madre-hijo. Sin embargo, la relación con sus nietos es prácticamente inexistente.

### Relaciones sentimentales

#### Francis Griffin
Su relación con Francis, aunque larga, se podría decir que fue agónica. Esto podría explicar sus relaciones con Mickey McFinnigan, pero no se sabe por qué Thelma no concretó si las mantuvo antes o durante su matrimonio con Francis.

#### Mickey McFinnigan
Esta relación surgió en un viaje de Thelma a Irlanda, donde después de conocerle y mantener relaciones con él, se quedó embarazada de su hijo, Peter Griffin. Después de esto, Thelma no vuelve a saber de él hasta que Peter le pregunta por el paradero de su auténtico padre.

#### Tom Tucker
Después de su ruptura con Francis en el capítulo Mother Tucker, animada y ayudada por su nuera, conoció a Tom Tucker, presentador de las noticias de Quahog 5. A Peter no le gustó al principio esta relación, sin embargo cuando Tom se mostró a él como un padre cariñoso que le respetaba, su idea de esta relación cambió. Pero Thelma solo quería una relación pasajera, nada permanente, por lo que acabó por cortar con Tom.